# Le Perrey
Le Perrey est une commune  française, située dans le département de l'Eure, en région Normandie.
Elle est créée le 1er janvier 2019 par la fusion des anciennes communes de Fourmetot, Saint-Thurien et Saint-Ouen-des-Champs, qui deviennent ses communes déléguées.

## Géographie
Le Perrey est une commune normande du Roumois, en rive gauche de la Seine.
Son chef-lieu est situé à 6 km à vol d'oiseau au nord-est de Pont-Audemer, 25 km à l'est de Honfleur, 12 km au sud-est du Pont de Tancarville qui donne accès au Havre et 39 km à l'ouest de Rouen.
Elle se trouve dans l'aire d'attraction de Pont-Audemer, ainsi que dans sa zone d'emploi et dans son bassin de vie.

### Communes limitrophes
Les communes limitrophes sont Corneville-sur-Risle, Manneville-sur-Risle, Saint-Mards-de-Blacarville, Bouquelon, Sainte-Opportune-la-Mare, Trouville-la-Haule, Bourneville-Sainte-Croix et Valletot.

### Hydrographie

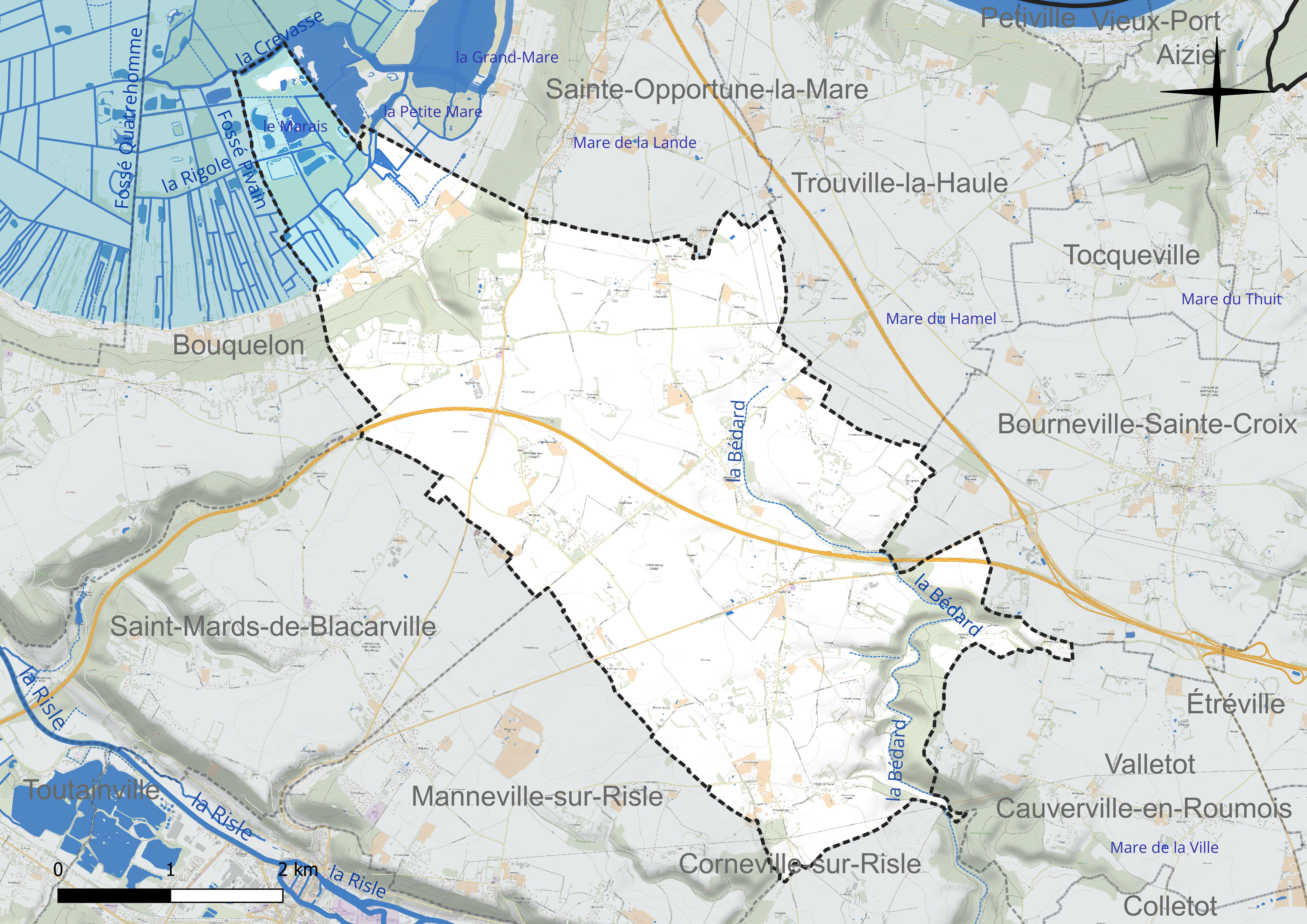
Réseau hydrographique du Le Perrey.

La commune est située dans le bassin Seine-Normandie, et le nord du territoire communal se trouve dans le Marais-Vernier, une importante zone humide.
Elle est drainée par la Bédard,.
Trois plans d'eau complètent le réseau hydrographique : la Petite Mare, d'une superficie totale de 2,8 ha (0 ha sur la commune), le Marais (5,3 ha) et le plan d'eau 4 de la Tourbière, d'une superficie totale de 12,2 ha (1,9 ha sur la commune),.

### Climat
Pour des articles plus généraux, voir Climat de la Normandie et Climat de l'Eure.
En 2010, le climat de la commune est de type climat océanique franc, selon une étude du CNRS s'appuyant sur une série de données couvrant la période 1971-2000. En 2020, Météo-France publie une typologie des climats de la France métropolitaine dans laquelle la commune est exposée à un climat océanique et est dans la région climatique Côtes de la Manche orientale, caractérisée par un faible ensoleillement (1 550 h/an) ; forte humidité de l’air (plus de 20 h/jour avec humidité relative > 80 % en hiver), vents forts fréquents. Parallèlement le GIEC normand, un groupe régional d’experts sur le climat, différencie quant à lui, dans une étude de 2020, trois grands types de climats pour la région Normandie, nuancés à une échelle plus fine par les facteurs géographiques locaux. La commune est, selon ce zonage, exposée à un « climat contrasté des collines », correspondant au Pays d’Auge, Lieuvin et Roumois, moins directement soumis aux flux océaniques et connaissant toutefois des précipitations assez marquées en raison des reliefs collinaires qui favorisent leur formation.
Pour la période 1971-2000, la température annuelle moyenne est de 10,4 °C, avec  une amplitude thermique annuelle de 13,4 °C. Le cumul annuel moyen de précipitations est de 845 mm, avec 12,9 jours de précipitations en janvier et 8,4 jours en juillet. Pour la période 1991-2020, la température moyenne annuelle observée sur la station météorologique la plus proche, située sur la commune de Petiville à 9 km à vol d'oiseau, est de 12,0 °C et le cumul annuel moyen de précipitations est de 844,9 mm,. Pour l'avenir, les paramètres climatiques de la commune estimés pour 2050 selon différents scénarios d’émission de gaz à effet de serre sont consultables sur un site dédié publié par Météo-France en novembre 2022.

## Urbanisme

### Typologie
Au 1er janvier 2024, Le Perrey est catégorisée commune rurale à habitat dispersé, selon la nouvelle grille communale de densité à 7 niveaux définie par l'Insee en 2022.
Elle est située hors unité urbaine. Par ailleurs la commune fait partie de l'aire d'attraction de Pont-Audemer, dont elle est une commune de la couronne,. Cette aire, qui regroupe 34 communes, est catégorisée dans les aires de moins de 50 000 habitants,.

### Occupation des sols

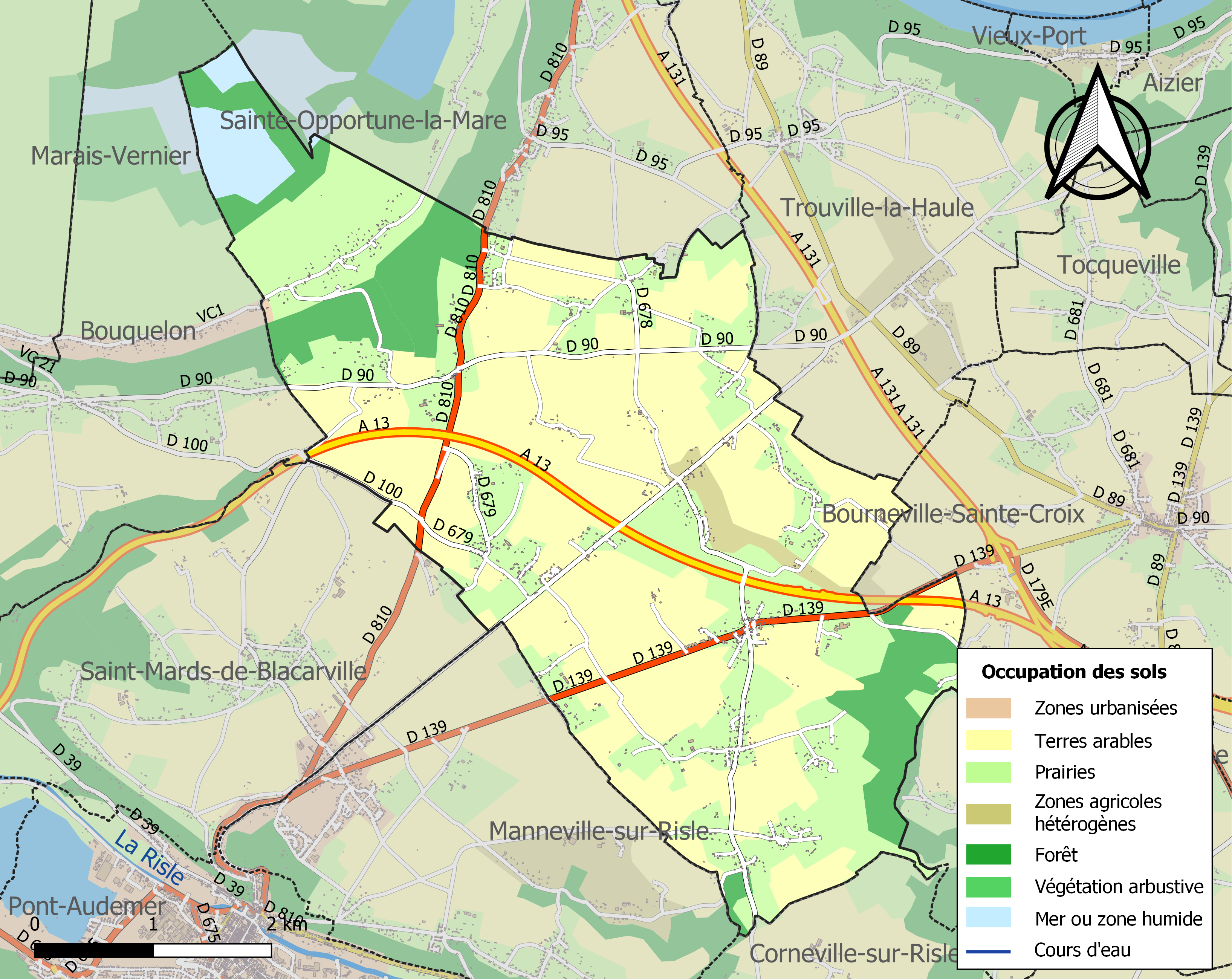
Carte des infrastructures et de l'occupation des sols de la commune en 2018 (CLC).

### Voies de communication et transports
La commune est traversé par l'autoroute A13 et est tangentée par l'autoroute A131, accessibles depuis les sorties 26 (Bourneviklle-Sainte-Croix) et 28 (Elbeuf).
Elle est desservie par l'ancienne route nationale 810, qui lui donne un accès aisé au Pont de Tancarville et à Pont-Audemer, ainsi que notamment par la RD 139 (Pont-Audemer - Bourneville-Sainte-Croix).
Le Chemin Perrey, qui a donné son nom à la commune, est une ancienne voie romaine qui est devenue une petite voie communale.
La véloroute 33 La Seine à vélo traverse Saint-Ouen-des-Champs, en limite du Marais-Vernier, ainsi que le sentier de grande randonnée GR 23.

## Toponymie
Le néo-toponyme, Le Perrey, fait allusion à l'ancienne voie romaine de Pont-Audemer à Lillebonne et que l'on nomme ici « Chemin Perrey ».

## Histoire
Les conseils municipaux de Fourmetot, Saint-Thurien et Saint-Ouen-des-Champs demandent en novembre 2018 la fusion de leurs communes pour former une commune nouvelle, ce qui est acté par l'arrêté préfectoral du 21 décembre 2018 qui crée en conséquence au 1er janvier 2019 la commune nouvelle du Perrey. Depuis lors, les anciennes communes en sont devenues des communes déléguées.

## Politique et administration

### Rattachements administratifs et électoraux
La commune se trouve depuis  sa création dans l'arrondissement de Bernay du département de l'Eure.  
Pour les élections départementales, la commune fait partie en totalité depuis le scrutin de 2021 du canton de Pont-Audemer,.
Pour l'élection des députés, elle fait partie de la troisième circonscription de l'Eure.

### Intercommunalité
Le Perrey est membre de la communauté de communes de Pont-Audemer / Val de Risle, un établissement public de coopération intercommunale (EPCI) à fiscalité propre créé en 2017 et auquel la commune a transféré un certain nombre de ses compétences, dans les conditions déterminées par le code général des collectivités territoriales.
Deux des anciennes communes constitutives, Saint-Thurien et Saint-Ouen-des-Champs, étaient antérieurement à la fusion membres de la communauté de communes Roumois Seine alors que Fourmetot était déjà membre de la communauté de communes de Pont-Audemer / Val de Risle.

### Liste des maires
| Période      | Période                   | Identité       | Étiquette | Qualité |
| ------------ | ------------------------- | -------------- | --------- | --- |
| janvier 2019 | mai 2020                  | Guy Chemin     |           | Retraité Maire de Saint-Thurien (2001 → 2018) |
| mai 2020     | En cours (au 20 mai 2025) | Philippe Marie |           | Cuisinier au centre hospitalier de la Risle Maire puis maire délégué de Saint-Ouen-des-Champs (2008 → 2020) Vice-président de la CC de Pont-Audemer / Val de Risle (2020 → ) |

## Équipements et services publics
La commune a réalisé en 2025, avec l'aide financière du parc régional et de crédits européens, une halle multifonction, destinée à accueillir les activités périscolaires et des habitants, ainsi que des marchés de prodicteurs  .

### Enseignement
En 2025, l'école des trois Cornets de Saint-Ouen-des-Champs scolarise dans les trois classes d'un regroupement pédagogique intercommunal 57 enfants de Saint-Ouen-des-Champs, Saint-Thurien et Sainte-Opportune-la-Mare, dont la pérennité n'est pas assurée en cas de baisse des effectifs dans les années à venir.
Les enfants de Fourmetot disposent d'une école implantée dans le village.
Les deux établissements disposent d'une cantine et d'un accueil périscolaire.

### Santé et solidarité
Un cabinet infirmier, le cabinet d'une psychologue clinicienne sont installés dans sont installés dans l'ancien presbytère de Fourmetot, et un salon de naturopathie et de massages bien-être dans des locaux de sa mairie.
La maison d'assistance maternelle  « Les Minipouss' », pouvant accueillir huit enfants,  est implantée dans les locaux de l'ancienne mairie de Saint-Thurien

## Population et société

### Démographie
La population des anciennes communes puis de la commune nouvelle est connue par les recensements menés régulièrement par l'Insee. Ces chiffres concernent le territoire de l'actuelle commune nouvelle.
En 2025, la commune nouvelle comptait 1 221 habitants. 
| 1968 | 1975 | 1982 | 1990  | 1999  | 2006  | 2011  | 2016  | 2022  |
| ---- | ---- | ---- | ----- | ----- | ----- | ----- | ----- | ----- |
| 700  | 746  | 780  | 1 001 | 1 048 | 1 172 | 1 152 | 1 235 | 1 221 |

### Manifestations culturelles et festivités
- La Foire aux arbres du Perrey, dont la trentième édition a eu lieu en novembre 2023 à Fourmetot, permet à des pépinieristes de proposer leur production au plublic[27].

## Économie
Un bar-épicerie est installé à Fourmerot, auquel est adossé un distributeur automatique de produits fermiers provenants d'une vingtaine de  producteurs locaux implantés dans les alentours, et un distributeutr de pizzas,.

## Culture locale et patrimoine

### Lieux et monuments
Il convient de se référer aux articles des anciennes communes.
On peut également signaler la halle multifonction, bâtiment contemporain de 160 m² situé à proximité de l’église et de l’école de Fourmetot et  réalisé en 2025  en structure bois et toiture de tuiles dans l’esprit des constructions du parc naturel régional des Boucles de la Seine Normande par des entreprises locales sur les plans de l'architecte Gard Baholet et d'étudiants de l’École nationale d’architecture de Mont-Saint-Aignan,.

## Pour approfondir